# PS (sigaar)
Private Stock is een sigarenmerk gemaakt door Davidoff met tabak uit Valle de Cibao, Dominicaanse Republiek.
Het merk heeft zowel  medium- als longfillersigaren.

## Modellen

### Private Stock Longfiller (sinds 1992)
- N° 1 - 7 3/4 x 48 (19,6 x 1,9cm)
- N° 2 - 6 x 48 (15,2 x 1,9cm)
- N° 5 Tubos - 5 3/4 x 43 (14,5 x 1,7cm)
- N° 7 Tubos - 4 3/4 x 43 (12 x 1,7cm)

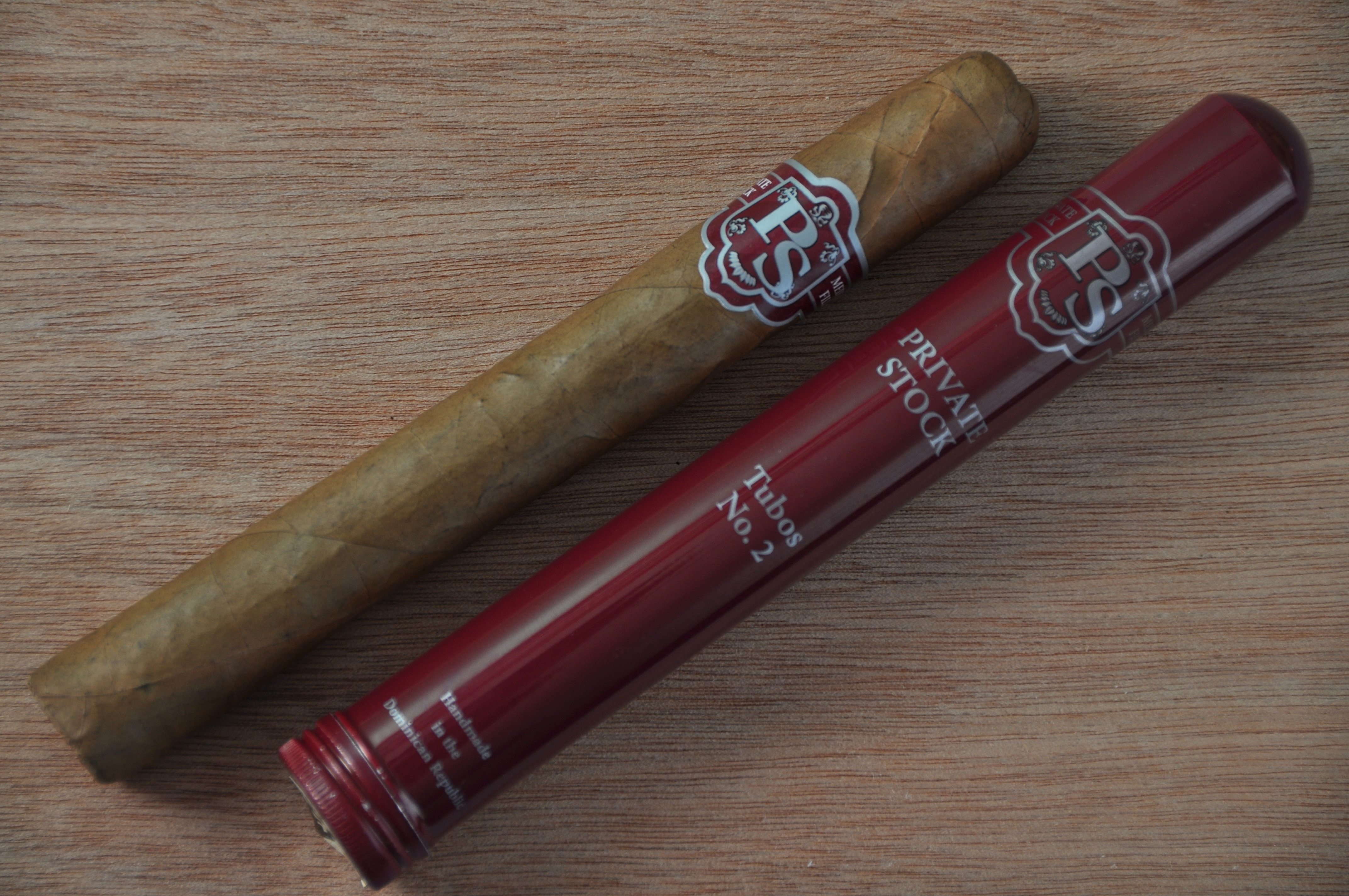
Private Stock - N° 2 Tubos - Medium Filler

- N° 11 - 4 5/8 x 50 (11,7 x 2cm)

### PS Mediumfiller (sinds 1999)
- Toro - 6 1/2 x 48 (16,5 x 1,9cm)
- Lonsdale - 6 x 43 (15,2 x 1,7cm)
- Panetela - 5 3/4 x 38 (14,6 x 1,5cm)
- Robusto - 5 1/8 x 50 (13,0 x 2cm)
- Corona - 5 x 43 (12,7 x 1,7cm)
- N° 1 Tubos - 6 7/8 x 50 (17,5 x 2cm)
- N° 2 Tubos - 6 1/4 x 46 (15,9 x 1.8cm)